# Cyrtopogon vanduzeei
Cyrtopogon vanduzeei là một loài ruồi trong họ Asilidae. Cyrtopogon vanduzeei được Wilcox & Martin miêu tả năm 1936. Loài này phân bố ở vùng Tân Bắc giới.